# Polgármester-választások Dánszentmiklóson
1990 és 2019 között nyolc önkormányzati választást tartottak Dánszentmiklóson. 
A nyolc választás során két polgármester nyerte el a választók többségének bizalmát. 2010 óta Sipeki Zsolt a község első embere.

## Háttér
A háromezer fős település Pest vármegyében található.
Dánszentmiklós 1921-ben jött létre, Dánszentmiklóspuszta kiválásával Alberti községből.
A község a létrejöttét követő első három évtizedben a Monori járáshoz, majd 1950-től a Cegléd járáshoz tartozik. Közvetlenül a rendszerváltás előtti években a Ceglédi nagyközségkörnyék része. 1994 és 2014 a Ceglédi kistérség tagja, majd a kistérségek megszűnése után az újra létrejövő Ceglédi járás része.
1985-ben Bimbó Józsefet választották tanácselnökké.

### Választási alapadatok
A település lakóinak a száma 2 700 és 3 000 körül mozgott a rendszerváltás utáni negyedszázadban.
A község lélekszámából fakadóan a képviselő-testület létszáma előbb 9 fős volt, majd a 2010-es önkormányzati reformot követően 6 fős lett.
Többnyire több jelölt szállt versenybe a polgármesteri tisztségért és általában a hivatalban lévő vezető is indult a választásokon.
Az önkormányzati választásokon a választópolgárok jóval kevesebb mint fele szokott szavazni. Az átlagos részvételi hajlandóság 40% körül mozgott, a legalacsonyabb 2002-ben volt a választói kedv (34%), a legmagasabb pedig 2006-ban (47%). (Az 1990-es választásokról nem állnak rendelkezésre részletes adatok.)
| Év   | Lakók | Lakók | Polgármesteri tisztség | Polgármesteri tisztség    | Képviselő- testület | Képviselő- testület | Választó- jogosult | Szavazó | Szavazó | Érvényes szavazat | Érvény- telen |
| Év   | száma | +/–   | jelöltek száma         | a hivatalban lévő indult? | testület létszáma   | jelöltek száma      | Választó- jogosult | fő      | %       | Érvényes szavazat | Érvény- telen |
| ---- | ----- | ----- | ---------------------- | ------------------------- | ------------------- | ------------------- | ------------------ | ------- | ------- | ----------------- | ------------- |
| 1994 | 2 677 | 64    | 2                      | ✓                         | 9                   | 20                  | 2 009              | 702     | 34,9%   | 690               | 1,7%          |
| 1998 | 2 667 | −10   | 3                      | ✓                         | 9                   | 27                  | 2 056              | 884     | 43,0%   | 881               | 0,3%          |
| 2002 | 2 753 | 86    | 1                      | ✓                         | 9                   | 24                  | 2 147              | 726     | 33,8%   | 657               | 9,5%          |
| 2006 | 2 805 | 52    | 2                      | ✓                         | 9                   | 20                  | 2 250              | 1 062   | 47,2%   | 1 053             | 0,8%          |
| 2010 | 3 037 | 232   | 2                      | ✗                         | 6                   | 11                  | 2 510              | 1 000   | 39,8%   | 980               | 2,0%          |
| 2014 | 3 044 | 7     | 3                      | ✓                         | 6                   | 9                   | 2 555              | 1 007   | 39,4%   | 994               | 1,3%          |

## Választások
| \| 1990 \| |                                         |          |                 |
| Jelölt     | Jelölt                                  | Szavazat | Szavazat        |
|            | Bimbó József –                          | n.a.     | n.a.            |
|            | {{{jelölt2}}} –                         |          | {{{százalék2}}} |
|            | {{{jelölt3}}} –                         |          | {{{százalék3}}} |
|            | {{{jelölt4}}} –                         |          | {{{százalék4}}} |
|            | {{{jelölt5}}} –                         |          | {{{százalék5}}} |
|            | {{{jelölt6}}} –                         |          | {{{százalék6}}} |
|            | {{{jelölt7}}} –                         |          | {{{százalék7}}} |
|            | {{{jelölt8}}} –                         |          | {{{százalék8}}} |
|            | {{{jelölt9}}} –                         |          | {{{százalék9}}} |
|            | további jelöltekről nincs elérhető adat |          |                 |
|            |                                         |          |                 |
| 1990       |                                         |          |                 |

| \| 1994 \| \| Részvétel: 35% \| |                 |                |                 |
| Jelölt                          | Jelölt          | Szavazat       | Szavazat        |
|                                 | Bimbó József –  | 579            | 83,9%           |
|                                 | Bene Béla –     | 111            | 16,1%           |
|                                 | {{{jelölt3}}} – |                | {{{százalék3}}} |
|                                 | {{{jelölt4}}} – |                | {{{százalék4}}} |
|                                 | {{{jelölt5}}} – |                | {{{százalék5}}} |
|                                 | {{{jelölt6}}} – |                | {{{százalék6}}} |
|                                 | {{{jelölt7}}} – |                | {{{százalék7}}} |
|                                 | {{{jelölt8}}} – |                | {{{százalék8}}} |
|                                 | {{{jelölt9}}} – |                | {{{százalék9}}} |
|                                 |                 |                |                 |
|                                 |                 |                |                 |
| 1994                            |                 | Részvétel: 35% |                 |

| \| 1998 \| \| Részvétel: 43% \| |                     |                |                 |
| Jelölt                          | Jelölt              | Szavazat       | Szavazat        |
|                                 | Bimbó József –      | 564            | 64,0%           |
|                                 | Horváth Ferenc FKGP | 207            | 23,5%           |
|                                 | Dézsi Gábor –       | 110            | 12,5%           |
|                                 | {{{jelölt4}}} –     |                | {{{százalék4}}} |
|                                 | {{{jelölt5}}} –     |                | {{{százalék5}}} |
|                                 | {{{jelölt6}}} –     |                | {{{százalék6}}} |
|                                 | {{{jelölt7}}} –     |                | {{{százalék7}}} |
|                                 | {{{jelölt8}}} –     |                | {{{százalék8}}} |
|                                 | {{{jelölt9}}} –     |                | {{{százalék9}}} |
|                                 |                     |                |                 |
|                                 |                     |                |                 |
| 1998                            |                     | Részvétel: 43% |                 |

| \| 2002 \| \| Részvétel: 34% \| |                 |                |                 |
| Jelölt                          | Jelölt          | Szavazat       | Szavazat        |
|                                 | Bimbó József –  | 657            | 100%            |
|                                 | {{{jelölt2}}} – |                | {{{százalék2}}} |
|                                 | {{{jelölt3}}} – |                | {{{százalék3}}} |
|                                 | {{{jelölt4}}} – |                | {{{százalék4}}} |
|                                 | {{{jelölt5}}} – |                | {{{százalék5}}} |
|                                 | {{{jelölt6}}} – |                | {{{százalék6}}} |
|                                 | {{{jelölt7}}} – |                | {{{százalék7}}} |
|                                 | {{{jelölt8}}} – |                | {{{százalék8}}} |
|                                 | {{{jelölt9}}} – |                | {{{százalék9}}} |
|                                 |                 |                |                 |
|                                 |                 |                |                 |
| 2002                            |                 | Részvétel: 34% |                 |

| \| 2006 \| \| Részvétel: 47% \| |                 |                |                 |
| Jelölt                          | Jelölt          | Szavazat       | Szavazat        |
|                                 | Bimbó József –  | 564            | 53,6%           |
|                                 | Sipeki Zsolt –  | 489            | 46,4%           |
|                                 | {{{jelölt3}}} – |                | {{{százalék3}}} |
|                                 | {{{jelölt4}}} – |                | {{{százalék4}}} |
|                                 | {{{jelölt5}}} – |                | {{{százalék5}}} |
|                                 | {{{jelölt6}}} – |                | {{{százalék6}}} |
|                                 | {{{jelölt7}}} – |                | {{{százalék7}}} |
|                                 | {{{jelölt8}}} – |                | {{{százalék8}}} |
|                                 | {{{jelölt9}}} – |                | {{{százalék9}}} |
|                                 |                 |                |                 |
|                                 |                 |                |                 |
| 2006                            |                 | Részvétel: 47% |                 |

| \| 2010 \| \| Részvétel: 40% \| |                          |                |                 |
| Jelölt                          | Jelölt                   | Szavazat       | Szavazat        |
|                                 | Sipeki Zsolt Fidesz-KDNP | 509            | 51,9%           |
|                                 | Stift Károly –           | 471            | 48,1%           |
|                                 | {{{jelölt3}}} –          |                | {{{százalék3}}} |
|                                 | {{{jelölt4}}} –          |                | {{{százalék4}}} |
|                                 | {{{jelölt5}}} –          |                | {{{százalék5}}} |
|                                 | {{{jelölt6}}} –          |                | {{{százalék6}}} |
|                                 | {{{jelölt7}}} –          |                | {{{százalék7}}} |
|                                 | {{{jelölt8}}} –          |                | {{{százalék8}}} |
|                                 | {{{jelölt9}}} –          |                | {{{százalék9}}} |
|                                 |                          |                |                 |
|                                 |                          |                |                 |
| 2010                            |                          | Részvétel: 40% |                 |

| \| 2014 \| \| Részvétel: 39% \| |                          |                |                 |
| Jelölt                          | Jelölt                   | Szavazat       | Szavazat        |
|                                 | Sipeki Zsolt Fidesz-KDNP | 646            | 65,0%           |
|                                 | Stift Károly –           | 294            | 29,6%           |
|                                 | Assenbrenner György –    | 54             | 5,4%            |
|                                 | {{{jelölt4}}} –          |                | {{{százalék4}}} |
|                                 | {{{jelölt5}}} –          |                | {{{százalék5}}} |
|                                 | {{{jelölt6}}} –          |                | {{{százalék6}}} |
|                                 | {{{jelölt7}}} –          |                | {{{százalék7}}} |
|                                 | {{{jelölt8}}} –          |                | {{{százalék8}}} |
|                                 | {{{jelölt9}}} –          |                | {{{százalék9}}} |
|                                 |                          |                |                 |
|                                 |                          |                |                 |
| 2014                            |                          | Részvétel: 39% |                 |

| \| 2019 \| \| Részvétel: 41% \| |                          |                |                 |
| Jelölt                          | Jelölt                   | Szavazat       | Szavazat        |
|                                 | Sipeki Zsolt Fidesz-KDNP | 756            | 79,9%           |
|                                 | Duchaj Csaba –           | 190            | 20,1%           |
|                                 | {{{jelölt3}}} –          |                | {{{százalék3}}} |
|                                 | {{{jelölt4}}} –          |                | {{{százalék4}}} |
|                                 | {{{jelölt5}}} –          |                | {{{százalék5}}} |
|                                 | {{{jelölt6}}} –          |                | {{{százalék6}}} |
|                                 | {{{jelölt7}}} –          |                | {{{százalék7}}} |
|                                 | {{{jelölt8}}} –          |                | {{{százalék8}}} |
|                                 | {{{jelölt9}}} –          |                | {{{százalék9}}} |
|                                 |                          |                |                 |
|                                 |                          |                |                 |
| 2019                            |                          | Részvétel: 41% |                 |

| Összehasonlító táblázat (1994 óta) | Összehasonlító táblázat (1994 óta) | Összehasonlító táblázat (1994 óta) | Összehasonlító táblázat (1994 óta) | Összehasonlító táblázat (1994 óta) | Összehasonlító táblázat (1994 óta) | Összehasonlító táblázat (1994 óta) | Összehasonlító táblázat (1994 óta) |
| Év                                 | Polgármester-jelölt                | Polgármester-jelölt                | Polgármester-jelölt                | Szavazat                           | Szavazat                           | Szavazat                           | Szavazat                           |
| Év                                 | név                                | szervezet                          | szervezet                          | db                                 | jogosultak arányában               | szavazók arányában                 | érvényes szavazatok arányában      |
| ---------------------------------- | ---------------------------------- | ---------------------------------- | ---------------------------------- | ---------------------------------- | ---------------------------------- | ---------------------------------- | ---------------------------------- |
| 1994                               | Bimbó József                       |                                    | –                                  | 579                                | 28,8%                              | 82,5%                              | 83,9%                              |
| 1994                               | Bene Béla                          |                                    | –                                  | 111                                | 5,5%                               | 15,8%                              | 16,1%                              |
| 1998                               | Bimbó József                       |                                    | –                                  | 564                                | 27,4%                              | 63,8%                              | 64,0%                              |
| 1998                               | Horváth Ferenc                     |                                    | FKGP                               | 207                                | 10,1%                              | 23,4%                              | 23,5%                              |
| 1998                               | Dézsi Gábor                        |                                    | –                                  | 110                                | 5,4%                               | 12,4%                              | 12,5%                              |
| 2002                               | Bimbó József                       |                                    | –                                  | 657                                | 30,6%                              | 90,5%                              | 100,0%                             |
| 2006                               | Bimbó József                       |                                    | –                                  | 564                                | 25,1%                              | 53,1%                              | 53,6%                              |
| 2006                               | Sipeki Zsolt                       |                                    | –                                  | 489                                | 21,7%                              | 46,0%                              | 46,4%                              |
| 2010                               | Sipeki Zsolt                       |                                    | Fidesz-KDNP                        | 509                                | 20,3%                              | 50,9%                              | 51,9%                              |
| 2010                               | Stift Károly                       |                                    | –                                  | 471                                | 18,8%                              | 47,1%                              | 48,1%                              |
| 2014                               | Sipeki Zsolt                       |                                    | Fidesz-KDNP                        | 646                                | 25,3%                              | 64,2%                              | 65,0%                              |
| 2014                               | Stift Károly                       |                                    | –                                  | 294                                | 11,5%                              | 29,2%                              | 29,6%                              |
| 2014                               | Assenbrenner György                |                                    | –                                  | 54                                 | 2,1%                               | 5,4%                               | 5,4%                               |
| 2019                               | Sipeki Zsolt                       |                                    | Fidesz-KDNP                        | 756                                | 32,1%                              | 78,2%                              | 79,9%                              |
| 2019                               | Duchaj Csaba                       |                                    | –                                  | 190                                | 8,1%                               | 19,6%                              | 20,1%                              |

## Polgármesterek
| 1990-'94     | 1994-'98     | 1998-'02     | 2002-'06     | 2006-'10     | 2010-'14     | 2014-'19     | 2019-        |
| ------------ | ------------ | ------------ | ------------ | ------------ | ------------ | ------------ | ------------ |
| Bimbó József | Bimbó József | Bimbó József | Bimbó József | Bimbó József | Sipeki Zsolt | Sipeki Zsolt | Sipeki Zsolt |
|              |              |              |              |              |              |              |              |
| –            | –            | –            | –            | –            | Fidesz-KDNP  | Fidesz-KDNP  | Fidesz-KDNP  |
|              |              |              |              |              |              |              |              |